# Enaretta caudata
Enaretta caudata är en skalbaggsart som först beskrevs av Olof Immanuel von Fåhraeus 1872.  Enaretta caudata ingår i släktet Enaretta och familjen långhorningar. Inga underarter finns listade i Catalogue of Life.